# Accenture
Accenture — консалтинговая компания, оказывающая услуги организациям по консультированию в сферах стратегического планирования, оптимизации и организации аутсорсинга бизнес-процессов, управления взаимоотношениями с клиентами, управления логистическими процессами, управления персоналом, внедрения информационных технологий. Компания, впервые зарегистрированная на Бермудах, 1 сентября 2001 года получила статус акционерного общества в Ирландии. Однако головной офис расположен в Нью-Йорке. Со штатом примерно 506 тыс. сотрудников, компания обслуживает клиентов более чем в 120 странах мира. Утверждается, что работает с 94 компаниями из Fortune Global 100 и более чем с ⅔ из Fortune Global 500.

## История

### Образование и начальный период развития
Изначально Accenture представляла собой отдел бизнес- и технологического консультирования аудиторской компании Arthur Andersen. Отдел начинает свою историю в 1953 году с исследования реалистичности для General Electric. GE обратились в Arthur Andersen за разработкой автоматизации расчета заработной платы и производства в программно-аппаратном комплексе в Луисвилле, Кентукки. Arthur Andersen рекомендовала заказчику закупить UNIVAC I и принтер, что привело к первой коммерческой установке компьютера в США в 1954 году. Джо Гликаф, занимавший должность ответственного руководителя проекта по использованию автоматизированных систем для обработки фонда заработанной платы, возглавлял впоследствии отдел административного управления компании на протяжении 12 лет.
В 1989 году подразделение консалтинга отделилось от Arthur Andersen и начало работать под названием Andersen Consulting. Обе компании включали в себя ряд независимых партнёрств в местной собственности по всему миру, у каждого из которых были контрактные обязательства с Andersen Worldwide Société Coopérative (AWSC), швейцарским административным образованием.
К 2000 году Andersen Consulting достиг чистой прибыли в размере более чем $9,5 млрд, а число работников, задействованных в 47 странах, превышало 75 тыс., тогда как прибыль Arthur Andersen 2001 года составила $9,3 млрд с числом занятых более чем 85000.
В течение 1990-х напряжение между Andersen Consulting и Arthur Andersen нарастало. Andersen Consulting были не рады выплачивать Arthur Andersen до 15 % своей прибыли (по условию разделения в 1989 году более прибыльная компания должна была выплачивать второй эту сумму) в то время, как Arthur Andersen составляли конкуренцию Andersen Consulting, создав своё собственное консалтинговое подразделение под названием Arthur Andersen Business Consulting. Это противостояние достигло пика в 1998 году, когда Andersen Consulting заявили о разрыве контракта с AWSC и Arthur Andersen. Компания внесла 15 % платеж за текущий и последующий годы на условный счет и выдвинула требование о разрыве контракта. В августе 2000 года по решению Международной торговой палаты Andersen Consulting разорвал все контрактные обязательства с AWSC и Arthur Andersen. Согласно арбитражному решению, Andersen Consulting выплатили Arthur Andersen средства, находившиеся на условном счету (на тот момент $1,2 млрд), а также обязались сменить название компании. При этом, изменение названия Andersen Consulting оказалась удачным решением, так как это уберегло компанию от негативных ассоциаций после ликвидации Arthur Andersen в результате банкротства Enron, компании вводившей инвесторов в заблуждение путём фальсификации отчётности, аудитором которой была Arthur Andersen..

### Появление Accenture
1 января 2001 года Andersen Consulting сменили название компании на Accenture. По всей видимости, это слово происходит от фразы «Акцент на будущем» (англ. Accent on the future). Несмотря на то, что задача выбора нового названия для фирмы была возложена на управленческих консультантов, название «Accenture» было придумано Кимом Петерсеном, сотрудником Норвежского офиса из Осло в результате внутреннего конкурса. Accenture понимали, что название компании должно отражать их стремление к мировому лидерству на рынке консалтинга и высоким результатам, но в то же время не вызывать отрицательных ассоциаций ни в одной из стран, где компания вела деятельность.

### Первый выпуск акции
19 июля 2001 года Accenture произвели первичное размещение акций по цене $14,50 за акцию на Нью-Йоркской фондовой бирже, а Goldman Sachs и Morgan Stanley выступили их главными андеррайтерами. При закрытии торгов акции компании стоили уже $15,17, а дневной максимум составил $15,25. За первый день размещения акций на бирже Accenture заработала $1,7 млрд.

### Бывшая Бермудская корпорация
В октябре 2002 года Счётная палата США идентифицировала Accenture как одну из четырёх корпораций, совершающих операции на открытом рынке, зарегистрированных в стране с пониженным налогообложением. Остальные три компании, в отличие от Accenture, были сначала зарегистрированы в США и позднее перерегистрированы в стране с более низкими налогами, таким образом пытаясь снизить налоговое бремя. Однако Accenture подверглось резкой критике со стороны специалистов, по большому счету, потому что в их представлении Accenture являлась американской компанией, которая хотела избежать уплаты соответствующих налогов.

## Поглощения
В январе 2020 года компания Accenture купила подразделения Symantec Cyber Security Services (CSS) корпорации Broadcom Inc. — часть ИБ-бизнеса бывшей компании Symantec в рамках которого крупным компаниям оказываются услуги по защите от киберугроз.

## Организация
Как и большинство консалтинговых компаний, Accenture имеет матричную структуру: структура управления организуется как по операционным группам (подразделениям по отраслям клиентов), так и по видам услуг, предоставляемых компанией.

### Операционные группы
Для упрощения финансовой отчетности Accenture группирует свои услуги по 5 направлениям, в зависимости от класса отрасли заказчиков:
- коммуникации и высокие технологии: аэрокосмическая и оборонная промышленность, телекоммуникации, электроника и высокие технологии, СМИ и индустрия развлечений;
- финансовые услуги: банки, финансовые услуги;
- продукты: автомобильная промышленность, строительные материалы, потребительские товары и услуги, розничная торговля, химическая промышленность, грузы и логистика, инфраструктура и транспорт, промышленное оборудование;
- ресурсы: ресурсы, лесные товары, полезные ископаемые, металлы, коммунальные услуги;
- работа с госсектором: таможенное дело, обороноспособность, здравоохранение и социальные услуги.

### Консалтинговые практики
- Accenture Стратегия, основана в декабре 2013 года для оказания услуг по формулировке стратегии бизнеса, технологий и операций.
- Accenture Консалтинг, основан в июне 2015 года для предоставления технологического, бизнес- и управленческого консалтинга.
- Accenture Digital, основан в декабре 2013 для предоставления сервисов в сфере цифрового маркетинга, аналитики и мобильности.
- Accenture Technology сфокусирован на технологических решениях, их применении, исследованиях и разработке новых технологических тенденций.
- Accenture Operations включает в себя аутсорсинг бизнес-процессов, сервисы IT, облачные сервисы, безопасность и инфраструктуру.

## Акционеры
Крупнейшие владельцы акций Accenture на 30 сентября 2016 года:
- MFS Investment Management — (6,69 %)
- The Vanguard Group, Inc. — (6,34 %)
- Capital Research Global Investors — (4,33 %)
- Wellington Management Company, LLP — (3,58 %)
- BlackRock Institutional Trust Company, N.A. — (2,67 %)
- State Street Corporation — (2,59 %)
- JPMorgan Chase — (2,57 %)
- The Bank of New York Mellon — (2,08 %)
- Northern Trust Investments, N.A. — (1,55 %)
- FMR, LLC — (1,55 %)
- BlackRock Fund Advisors — (1,52 %)
- Morgan Stanley — (1,42 %)[5][6]